# Philepitta
Philepitta is een geslacht van zangvogels tot de familie van de Philepittidae (asities). 

## Taxonomie
Het geslacht telt twee soorten:
- Philepitta castanea – Fluweelasitie
- Philepitta schlegeli – Schlegels asitie